# Malleco (most)
Malleco (španělsky Viaducto del Malleco) je železniční most přes řeku Malleco, který se nachází ve středo-jižní Chile (Collipulli, region Araucanía). Kontrakt na výstavbu mostu byl podepsán 20. prosince 1885 v Paříži, v březnu 1888 pak první lodě se stavebním materiálem dopluly do Collipulli. Pak se začalo stavět.
Most byl otevřen prezidentem José Manuelem Balmacedou 26. října 1890. V té době se jednalo o nejvyšší takový most na světě; dlouhý je 347,5 m; mostovka je rozdělena na pět polí, každé o délce 69,5 m. Koleje jsou umístěny ve výšce 102 m nad nejnižším bodem údolí. Postupem času byla vedle viaduktu vedena i panamerická dálnice, vznikl tak i druhý most přes údolí řeky Malleco. Od roku 1990 je stavba národní památkou.